# Len Graham
William George Leonard "Len" Graham (ur. 17 października 1925 w Belfaście, zm. 30 września 2007 w Blackpool) – północnoirlandzki piłkarz występujący na pozycji obrońcy. Trener piłkarski.

## Kariera klubowa
W swojej karierze Graham reprezentował barwy zespołów Linfield Swifts, Brantwood, Doncaster Rovers, Torquay United oraz Ards, w którym jednocześnie był trenerem.

## Kariera reprezentacyjna
W reprezentacji Irlandii Północnej Graham zadebiutował 7 marca 1951 w wygranym 2:1 pojedynku British Home Championship z Walią. W 1958 roku został powołany do kadry na mistrzostwa świata. Nie zagrał jednak na nich w żadnym meczu, a Irlandia Północna odpadła z turnieju w ćwierćfinale.
W latach 1951–1958 w drużynie narodowej Graham rozegrał 14 spotkań.